# Танджунг Пиай (нос)
Танджунг Пиай (на малайски: Tanjung Piai) е географски нос, най-южната точка на полуостров Малака и на континенталната част на Азия. Географските му координати са 1°15′ с.ш. и 103° 30′ и.д.

## География
Носът се намира на крайбрежието на Джохорския залив, в район с гъсти мангрови гори, които са сред най-обширните в света. Цялата околна област е обявена за национален парк. Спада към провинция Джохор в Малайзия.
От Танджунг Пиай се открива добра гледка към Сингапур и многобройните му небостъргачи.